# Tákos
Tákos è un comune dell'Ungheria di 411 abitanti (dati 2001). È situato nella contea di Szabolcs-Szatmár-Bereg.